# Лу Чжи (Юань)
Лу Чжи (*1241 — †1315) — китайський поет та державний службовець часів династії Юань.

## Життєпис
Про походження Лу Чжи мало відомостей. народився у січному місті Чжуочжоу провінції Хебей. Отримав ґрунтовну освіту. Завдяки цьому у 1268 році склав імператорський іспит, отримавши звання цзяньші. Незабаром стає членом Ханлінської академії. За часів володарювання Хубілая займав низку адміністративних посад у провінція Хунань та Ганьсу. Хубілай був одним з прихильників поетичному таланту Лу, підтримуючи того. Згодом оселяється у міста Сюанчен (сучасна провінція Аньхой), де веде спокійний спосіб життя. Тут він й помер у 1315 році.

## Творчість
Створював свої поеми у ліричному жанрі «санку». Основна тематика — опис природи, також у віршах задіяни історичні особистості. Натепер відомо близько 120 віршів Лу Чжи. Найбільш відомим є поеми «Осінь» та «Пісня сливи».